# Ingeborg-Bachmann-Preis 2022

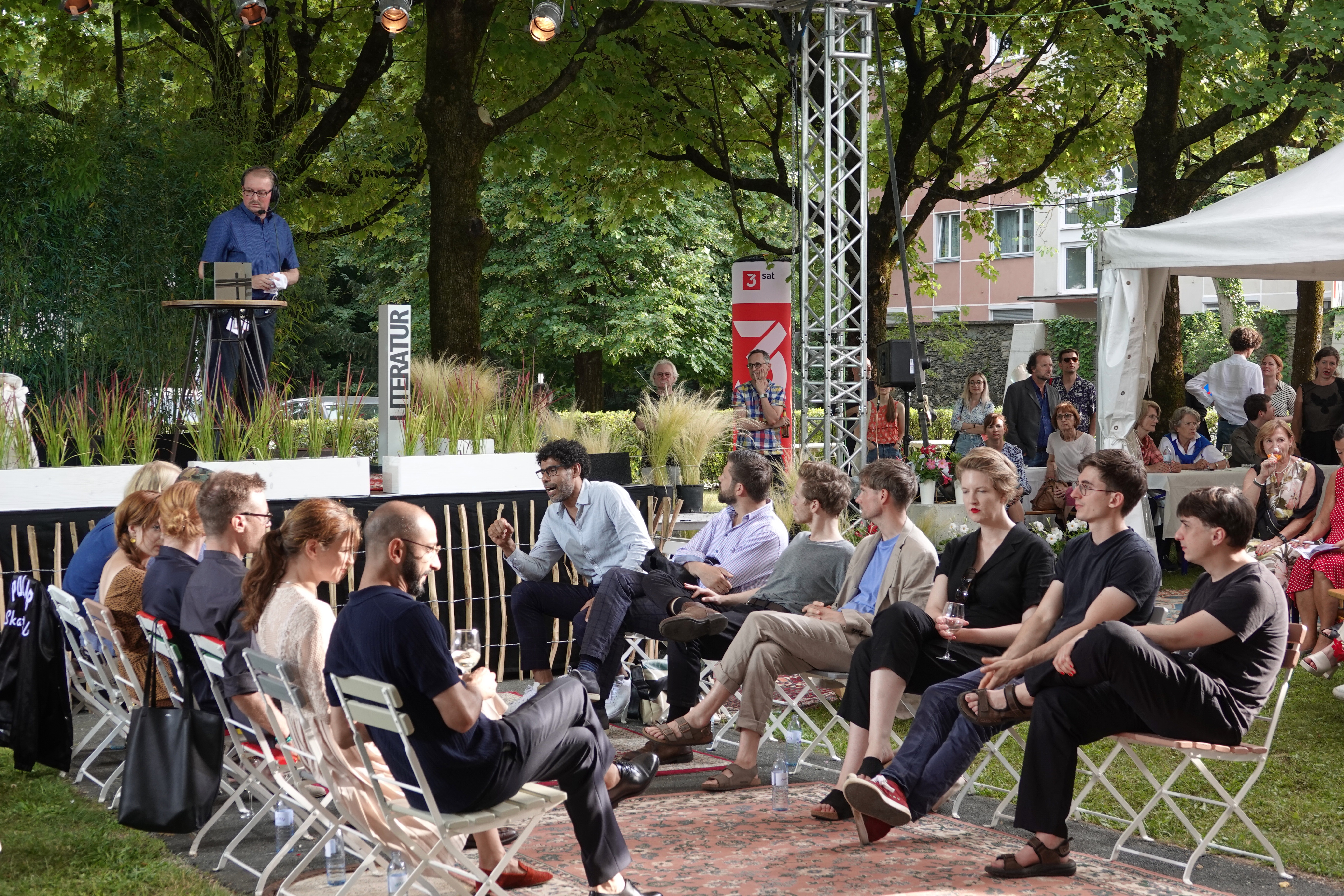
Die Autoren vor der Verlosung der Lesereihenfolge – diesmal vor dem ORF-Theater

Der Ingeborg-Bachmann-Preis 2022 war der 46. Wettbewerb um den Literaturpreis im Rahmen der Tage der deutschsprachigen Literatur. Gewinnerin des Hauptpreises wurde Ana Marwan.

## Geschichte
Die Veranstaltung fand vom 22. bis 26. Juni 2022 statt. Der Lesewettbewerb wurde im ORF-Landesstudio in Klagenfurt am Wörthersee zum ersten Mal nach der Covid-19-Pandemie wieder vor Publikum durchgeführt.
Die Lesungen wurden erstmals von der Bühne im Garten in den Saal übertragen, wo sich die Jury beriet. Ihre Debatte wurde wiederum in den Garten zurück übertragen. Das Publikum konnte sowohl im Garten als auch im Saal Platz nehmen. Die Darstellung der Jury auf dem Bildschirm ähnelte einer Videokonferenzplattform.
Neu war auch die Punktevergabe: Entgegen der bisher üblichen Praxis einer Live-Abstimmung, fiel die Entscheidung bereits am Vorabend. Die Jury konnte mittels eines Punktesystems für die Texte abstimmen. Jedes Mitglied konnte einmalig vier, drei, zwei und einen Punkt vergeben. Die Auswertung erfolgte anschließend über einen Justiziar, der die Gewinnerin des Hauptpreises und die Gewinner der weiteren Preise am letzten Tag bekannt gab.
Die Klagenfurter Rede zur Literatur wurde von der österreichisch-kroatischen Schriftstellerin Anna Baar unter dem Titel Die Wahrheit ist eine Zumutung gehalten. Baar behandelte in der Rede verschiedene Methoden, sich die Wahrheit zuzurichten – und erinnerte unter anderem an den früheren Landeshauptmann Jörg Haider und den Kinderarzt Franz Wurst, dessen Heilpädagogikabteilung am Landeskrankenhaus Klagenfurt eine „Seelenmordanstalt“ gewesen sei.

## Autoren
Die zur Lesung Eingeladenen wurden am 24. Mai 2022 bekanntgegeben. Die Auslosung der Lesereihenfolge erfolgte am 22. Juni 2022.

### Erster Lesetag
- Hannes Stein (USA), Die königliche Republik, eingeladen von Vea Kaiser
- Eva Sichelschmidt (D), Der Körper meiner Großmutter, eingeladen von Mara Delius
- Leon Engler (D/A), Liste der Dinge, die nicht so sind, wie sie sein sollten, eingeladen von Philipp Tingler
- Alexandru Bulucz (D/ROM), Einige Landesgrenzen weiter östlich, von hier aus gesehen, eingeladen von Insa Wilke
- Andreas Moster (D), Der Silberriese, eingeladen von Vea Kaiser

### Zweiter Lesetag
- Ana Marwan (SLO), Wechselkröte, eingeladen von Klaus Kastberger
- Behzad Karim-Khani (D), Vae victis, eingeladen von Philipp Tingler
- Usama Al Shahmani (CH/IQ), Porträt des Verschwindens, eingeladen von Michael Wiederstein
- Barbara Zeman (A), Sand, eingeladen von Brigitte Schwens-Harrant
- Mara Genschel (D), Das Fenster zum Hof, eingeladen von Insa Wilke

### Dritter Lesetag
- Leona Stahlmann (D), Dieses ganze vermeidbare Wunder, eingeladen von Michael Wiederstein
- Clemens Bruno Gatzmaga (D), Schulze, eingeladen von Brigitte Schwens-Harrant
- Juan S. Guse (D), Im Falle des Druckabfalls, eingeladen von Mara Delius
- Elias Hirschl (A), Staublunge, eingeladen von Klaus Kastberger

## Juroren

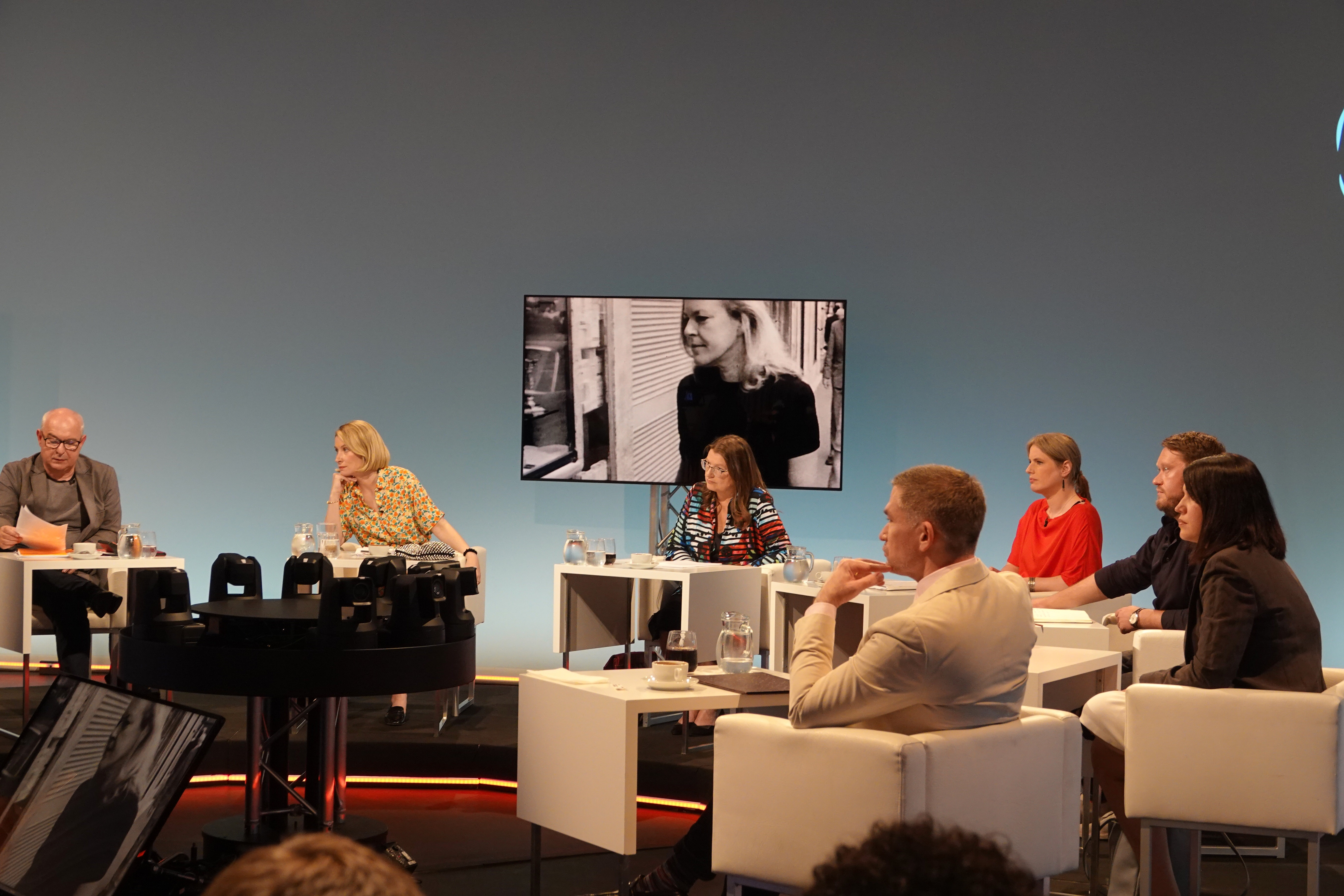
Jury des Ingeborg Bachmann-Preises 2022 im ORF-Studio

Die Jury bestand aus denselben Kritikern wie im Jahr zuvor:
- Insa Wilke (Juryvorsitz)
- Mara Delius
- Vea Kaiser
- Klaus Kastberger
- Brigitte Schwens-Harrant
- Philipp Tingler
- Michael Wiederstein

## Preise
- Ingeborg-Bachmann-Preis (dotiert mit 25.000 Euro): Ana Marwan
- Deutschlandfunk-Preis (gestiftet von Deutschlandradio, dotiert mit 12.500 Euro): Alexandru Bulucz
- Kelag-Preis (dotiert mit 10.000 Euro): Juan S. Guse
- 3sat-Preis (dotiert mit 7.500 Euro): Leon Engler
- BKS-Publikumspreis und Stadtschreiber-Stipendium der Stadt Klagenfurt (dotiert mit 7000 Euro sowie 5000 Euro): Elias Hirschl

Die Publikumsabstimmung zur beliebtesten Bachmannpreis-Jurorin des Jahrganges, organisiert von der Website Literatur-Café, gewann Brigitte Schwens-Harrant.